# 50 سنة! من الحب؟ (فلم)
50 سنة! من الحب؟ (بالإنجليزية: 50 Years! Of Love?) هو فيلم وثائقي جنوب إفريقيا صدرَ عام 2008. عُرض الفيلم في مهرجان ديربان السينمائي الدولي لعام 2008.

## القصّة
مقتنعًا بأن الزواج هو أحد الموضوعات التي لا يستعد لها معظم الناس بشكلٍ جيدٍ في معظم المجتمعات، انطلق زوجانِ من المُخرِجِين في جميع أنحاء العالم لمحاولة الحصول على نظرة صادقة عن الزواج متجاوزين عددًا من الكليشيهات على غِرار شهر العسل والسعادة الأبدية وما إلى ذلك. قرَّر الثنائيّ التعمق في الحقائق وراء الزواج من خلال إجراء مقابلاتٍ مع الأزواج الذين ظلُّوا معًا لمدة 50 عامًا أو أكثر، وعندها فقط سيقرران ما إذا كانا سيأخذانِ هذه الخطوة العملاقة بأنفسهم أم لا.